# Worshipful Company of Curriers
La « Worshipful Company of Curriers » ((fr): Vénérable Compagnie des Corroyeurs) est une des anciennes corporations de la Cité de Londres. 

## Historique
Les corroyeurs londoniens forment en compagnie depuis 1272, lorsque les artisans de cuir (y compris corroyeurs, marchands et tanneurs) se regroupèrent en tant que guilde.
La corporation reçut en 1606 une charte royale d'incorporation, maintenant ainsi les prix jusqu'à la révolution industrielle.
De nos jours, la « Curriers' Company » sert principalement de fondation caritative, la vénérable compagnie soutenant les objectifs du lord-maire, des shérifs et de la corporation de la Cité de Londres.
De 29e en préséance à la Cité, le maître-corroyeur est M. Piers Williamson en 2024/25, et l'aumônière honoraire est la révde Ann McNeil.
La devise est, en latin, « Spes Nostra Deus », ce qui signifie « En Dieu est Notre Espoir ». 

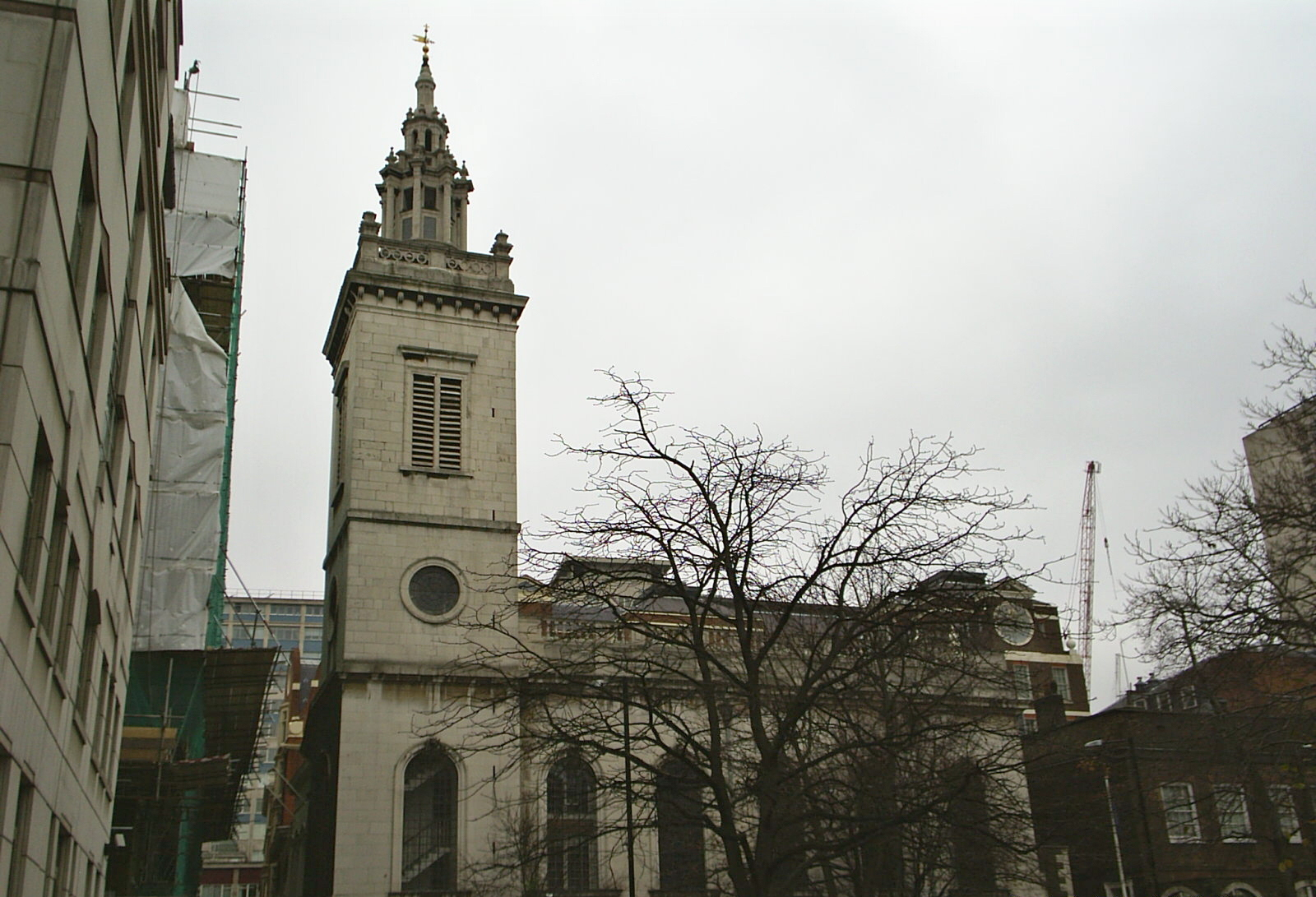
L'église de Saint-Michel
le paternoster-royal à Londres